# Andrea Rosales
Andrea Carolina Rosales Castillejos (sinh ngày 28 tháng 11 năm 1991) là một người mẫu thời trang và thí sinh của các cuộc thi sắc đẹp Venezuela. Cô  giành được danh hiệu Hoa hậu Trái Đất Venezuela 2015 và đại diện cho Venezuela tại cuộc thi Hoa hậu Trái Đất 2015.

## Cuộc sống cá nhân
Andrea là một người mẫu.
Ngày 28 tháng 5 năm 2016, cô đã được mời làm giám khảo khách mời trong phần thi chung kết của cuộc thi Nam vương Venezuela 2016, được quay tại Estudio 1, Venevision.

## Hoa hậu Venezuela 2015
Vào ngày 8 tháng 10 năm 2015 trong phần thi truyền hình cuối cùng, Andrea được trao vương miện Hoa hậu Trái Đất Venezuela 2015. Cô trở thành đại diện của Venezuela tham gia cuộc thi Hoa hậu Trái Đất. Rosales chiến thắng cùng với các thí sinh Á hậu được trao các danh hiệu khác nhau như Mariam Habach - Hoa hậu Hoàn vũ và Jessica Duarte - Hoa hậu Quốc tế. Cuộc thi được tổ chức vào ngày 8 tháng 10 năm 2015 tại Estudio 1, Venevisión ở Caracas.
Trong đêm chung kết, Andrea cũng đoạt giải "Hoa hậu Cabello Radiante (Mái tóc đẹp nhất)".

## Hoa hậu Trái Đất 2015
Là người chiến thắng của cuộc thi Hoa hậu Trái Đất Venezuela 2015, Andrea đã trở thành đại diện của Venezuela tại Hoa hậu Trái Đất 2015 và thi đấu để xứng đáng trở thành người kế nhiệm của Jamie Herrell.
Là một thí sinh của cuộc thi Hoa hậu Trái Đất, phần thi trả lời phản biện là bắt buộc. Khi được hỏi cô sẽ cổ vũ cho vấn đề gì nếu trở thành Hoa hậu Trái Đất, cô trả lời qua trang web chính thức của Miss Earth, "Bất cứ khi nào tôi ở nơi công cộng tôi đếu thực hiện việc thu gom rác thải của người khác, tôi thích cộng tác theo cách này với môi trường để giữ khu vực sạch sẽ và tránh ô nhiễm. Tôi cũng cố gắng tái chế tối đa có thể các đồ dùng ở nhà."
Trong đêm chung kết, cô đã góp mặt trong Top 8 người đẹp nhất.